# Domingo Gallego y Álvarez
Domingo Gallego y Álvarez (Tembleque, 1817-1898) fue un pintor español.

## Biografía
Nacido en 1817 en la localidad toledana de Tembleque, cultivó la pintura de género y el paisaje. Se educó en el colegio de las Escuelas Pías de Madrid y después en el de los jesuitas. Con facilidad para el dibujo, cuando proseguía sus estudios en la Universidad de Alcalá de Henares, pintó varios paisajes al óleo y ejecutó una Vista de la feria que anualmente se hacía en aquella ciudad. Habiendo pasado a continuar sus estudios literarios en la Universidad de Sevilla, siguió pintando bajo la dirección del profesor Antonio Bejarano y se dedicó al paisaje del género flamenco, que sería su escuela predilecta. Estuvo en Roma tres años dedicado exclusivamente a la pintura y en la Exposición celebrada en la Academia de San Fernando de Madrid en 1840 expuso por primera vez seis paisajes y un cuadro que representaba La muerte del emperador Carlos V en el monasterio de Yuste; recibió elogios del crítico Juan Nicasio Gallego, en especial por los paisajes.

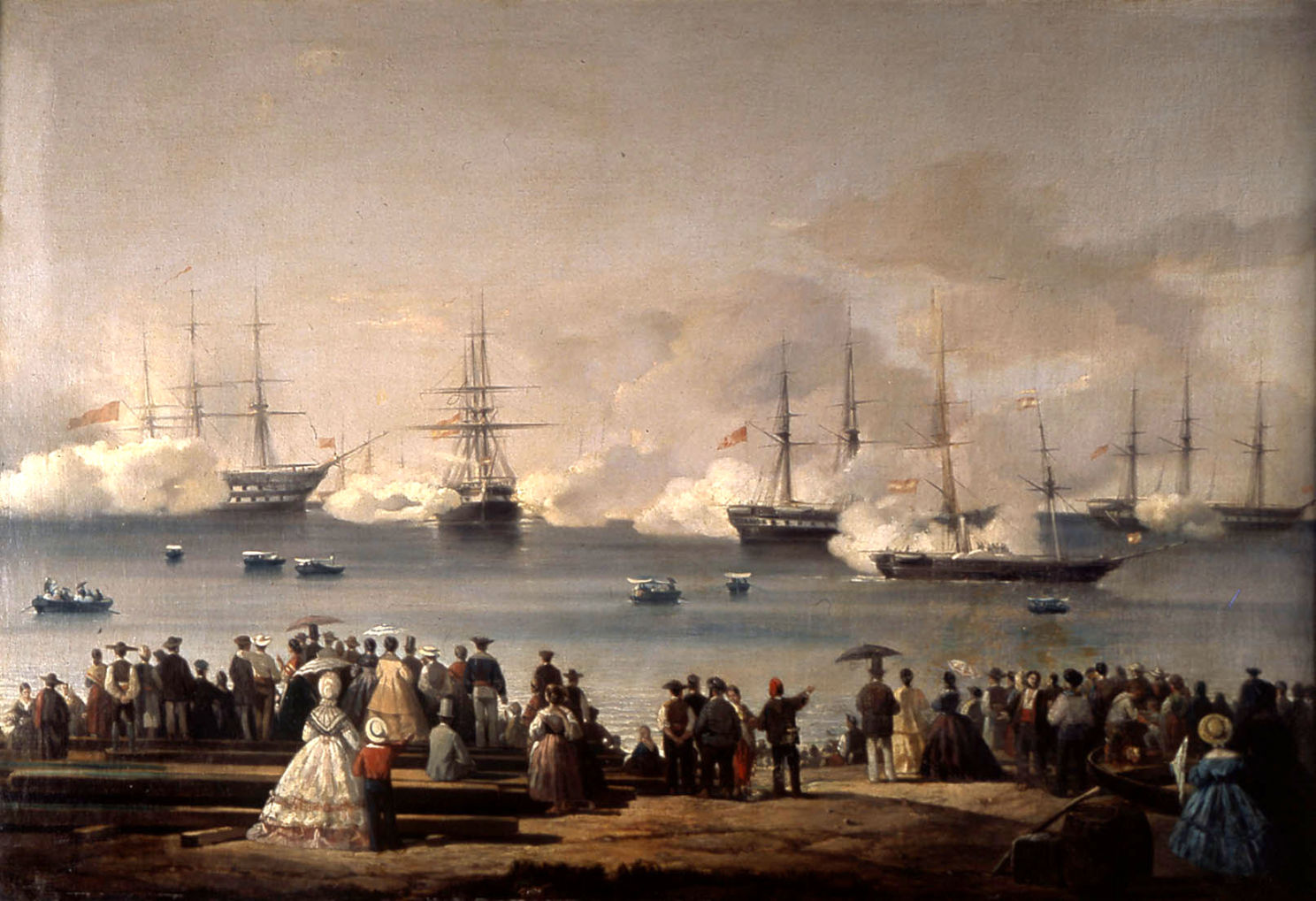
Simulacro realizado por la escuadra del Almirante Pinzón en Alicante ante la reina Isabel II (1862)

Se trasladó a París y expuso en 1841 y 1842 varios cuadros. En 1843 y 1844 residió en Burdeos y presentó también algunas obras, entre ellas una de grandes dimensiones titulada La tentación, por la que obtuvo en la segunda una mención honorífica. En el Liceo Artístico y Literario de Madrid, del que era socio, fue nombrado por la Junta facultativa el 14 de noviembre de 1848 para dirigir la clase de paisaje, y en la Exposición de Bellas Artes que con motivo de la sesión regia se celebró en enero siguiente, presentó Gallego varios cuadros, de los cuales la reina Isabel II adquirió uno: El brindis, imitación de la escuela flamenca. El rey adquirió otro cuadro grande representando la Vista del Escorial. Gallego concurrió a las exposiciones públicas de 1848 y 1852 con varias vistas de Nápoles, Alicante, Almería, Cartagena y Santander. En las exposiciones celebradas de 1860 a 1862, presentó varios cuadros, entre los que se encontraron La procesión de la Minerva de la iglesia de los Santos Joanes, vista al anochecer en la Plaza del Mercado.
En la Exposición Nacional de Bellas Artes celebrada en Madrid en 1860, volvió a presentar varios cuadros, mereciendo entre ellos el premio de mención honorífica de primera clase, el país de Efecto de luz en un bosque, marcado en el catálogo con el número 90. También figuraron su citada Minerva y las Vista de Ruzafa y Playa del Grao. Recibió elogios de especialmente del periódico La Discusión.
En la siguiente de 1862 celebrada en Madrid presentó seis cuadros. El marcado en el catálogo con el número 77, que pintó en Alicante representando El simulacro naval que tuvo lugar en aquel puerto el 8 de junio del mismo año, en el momento que la fragata Nuestra Señora del Carmen fuerza la línea de defensa fue adquirido por real orden de 11 de marzo de 1863, para colocarlo en el Museo Naval. Otros dos cuadros de género flamenco, representando El estudio de un pintor y El de un armero del siglo XVII estuvieron también expuestos en el mismo salón, además de un país que reproducía Un efecto de luz en un bosque y Otro efecto de luz artificial. Habría fallecido en 1898.